# Inegalitatea mediilor

Demonstrație vizuală că (x + y)^{2} ≥ 4xy (media aritmetică este mai mare ca cea geometrică)

În matematică inegalitatea mediilor afirmă că media aritmetică a unei liste de numere reale nenegative este mai mare sau egală cu media geometrică a aceleiași liste. În plus, că cele două medii sunt egale dacă și numai dacă toate numerele din listă sunt același (caz în care ambele medii sunt acel număr). Teorema se poate generaliza și pentru alte medii.

## Definiții
Fie numerele reale strict pozitive: {\displaystyle \ a}, {\displaystyle \ b}, {\displaystyle \ x_{1}}, {\displaystyle \ x_{2}}, ...,{\displaystyle \ x_{n}}, pentru care există formulele :
- Media aritmetică a numerelor {\displaystyle \ a} și {\displaystyle \ b} este {\displaystyle \ m_{a}} = {\displaystyle {a+b} \over 2}.
  - Generalizare:  Media aritmetică a numerelor {\displaystyle \ x_{1}}, {\displaystyle \ x_{2}}, ...,{\displaystyle \ x_{n}} este {\displaystyle \ m_{a}} = {\displaystyle {x_{1}+x_{2}+...+x_{n}} \over n}.
- Media armonică a numerelor {\displaystyle \ a} și {\displaystyle \ b} este {\displaystyle \ m_{h}} = {\displaystyle 2 \over {{1 \over a}+{1 \over b}}}. 
  - Generalizare: Media armonică a numerelor {\displaystyle \ x_{1}}, {\displaystyle \ x_{2}}, ...,{\displaystyle \ x_{n}} este {\displaystyle \ m_{h}} = {\displaystyle n \over {{1 \over x_{1}}+{1 \over x_{2}}+...+{1 \over x_{n}}}}.
- Media geometrică a numerelor {\displaystyle \ a} și {\displaystyle \ b} este {\displaystyle \ m_{g}} = {\displaystyle {\sqrt {a\cdot b}}}.
  - Generalizare: Media geometrică a numerelor {\displaystyle \ x_{1}}, {\displaystyle \ x_{2}}, ...,{\displaystyle \ x_{n}} este {\displaystyle \ m_{g}} = {\displaystyle {\sqrt[{n}]{x_{1}\cdot x_{2}\cdot ...\cdot x_{n}}}}.
- Media pătratică a numerelor {\displaystyle \ a} și {\displaystyle \ b} este {\displaystyle \ m_{p}} = {\displaystyle {\sqrt {{a^{2}+b^{2}} \over 2}}}.
  - Generalizare: Media pătratică a numerelor {\displaystyle \ x_{1}}, {\displaystyle \ x_{2}}, ...,{\displaystyle \ x_{n}} este {\displaystyle \ m_{p}} = {\displaystyle {\sqrt {{x_{1}^{2}+x_{2}^{2}+...+x_{n}^{2}} \over n}}}.

## Inegalitatea mediilor
Mediile armonică, geometrică, aritmetică și pătratică se află între a și b. Egalitatea se obține dacă a = b.
{\displaystyle \min(a,b)\leq m_{h}\leq m_{g}\leq m_{a}\leq m_{p}\leq \max(a,b)}

## Generalizare
{\displaystyle \min(x_{1},x_{2},...,x_{n})\leq m_{h}\leq m_{g}\leq m_{a}\leq m_{p}\leq \max(x_{1},x_{2},...,x_{n})}
{\displaystyle \min(x_{1},x_{2},...,x_{n})\leq {n \over {{1 \over x_{1}}+{1 \over x_{2}}+...+{1 \over x_{n}}}}\leq {\sqrt[{n}]{x_{1}\ x_{2}\ ...\ x_{n}}}\leq {{x_{1}+x_{2}+...+x_{n}} \over n}\leq {\sqrt {{x_{1}^{2}+x_{2}^{2}+...+x_{n}^{2}} \over n}}\leq \max(x_{1},x_{2},...,x_{n})}
Egalitatea se obține pentru x1 = x2 = ... = xn. Este atribuită lui Augustin Louis Cauchy.

## Inegalitatea mediilor generalizate
Fie  {\displaystyle a_{1},a_{2},\cdots ,a_{n};\;\lambda _{1},\lambda _{2},\cdots ,\lambda _{n}\in \mathbb {R} _{+}.} 
Atunci:
{\displaystyle \left(a_{1}^{\lambda _{1}}\cdot a_{2}^{\lambda _{2}}\cdot \cdots \cdot a_{n}^{\lambda _{n}}\right)^{\frac {1}{\lambda _{1}+\lambda _{2}+\cdots +\lambda _{n}}}\leq {\frac {\lambda _{1}a_{1}+\lambda _{2}a_{2}+\cdots +\lambda _{n}a_{n}}{\lambda _{1}+\lambda _{2}+\cdots +\lambda _{n}}}.}
Demonstrație.
Fie funcția  {\displaystyle f:\mathbb {R} _{+}\to \mathbb {R} ,\;f(x)=\ln x.} 
Deoarece  Nu s-a putut interpreta (Eroare de conversie. Serverul ("https://wikimedia.org/api/rest_") a raportat: "Cannot get mml. Server problem."): {\displaystyle f''(x)<0,\;(\forall )x\in \mathbb {R} _{+},}
  funcția f este concavă și deci:
Nu s-a putut interpreta (MathML cu fallback pe SVG sau PNG (recomandat pentru browserele moderne și uneltele de accesibilitate): Răspuns incorect („Math extension cannot connect to Restbase.”) de la serverul „http://localhost:6011/ro.wikipedia.org/v1/”:): {\displaystyle  \ln \frac {\lambda_1 a_1+ \lambda_2 a_2+ \cdots + \lambda_n a_n}{\lambda_1+ \lambda_2+ \cdots + \lambda_n} \ge  \frac {\lambda_1 \ln a_1+ \lambda_2 \ln a_2+ \cdots + \lambda_n \ln a_n}{\lambda_1+ \lambda_2+ \cdots + \lambda_n} = }

Nu s-a putut interpreta (MathML cu fallback pe SVG sau PNG (recomandat pentru browserele moderne și uneltele de accesibilitate): Răspuns incorect („Math extension cannot connect to Restbase.”) de la serverul „http://localhost:6011/ro.wikipedia.org/v1/”:): {\displaystyle  = \frac { \ln a^{\lambda_1}_1+  \ln a^{\lambda_2}_2+ \cdots +  \ln a^{\lambda_n}_n}{\lambda_1+ \lambda_2+ \cdots + \lambda_n} = \ln \left (  a^{\lambda_1}_1 \cdot a^{\lambda_2}_2 \cdot \cdots \cdot a^{\lambda_n}_n \right )^{\frac {1}{\lambda_1+ \lambda_2+ \cdots + \lambda_n}} .}

În particular, dacă  Nu s-a putut interpreta (MathML cu fallback pe SVG sau PNG (recomandat pentru browserele moderne și uneltele de accesibilitate): Răspuns incorect („Math extension cannot connect to Restbase.”) de la serverul „http://localhost:6011/ro.wikipedia.org/v1/”:): {\displaystyle  \lambda_i=1, \; (\forall) i = \overline {1, n}, }
  se obține inegalitatea mediilor: